# So Cool (álbum de Sistar)
So Cool é o primeiro álbum de estúdio do girl group sul-coreano Sistar. O álbum foi lançado em 9 de agosto de 2011. O single com o mesmo título foi usada como canção promocional. O álbum contém 12 canções, sendo 5 canções novas e uma versão especial da canção "Ma Boy", lançada pelo subgrupo Sistar19. O álbum também foi lançado mundialmente através do iTunes.

## Lista de faixas
| Lista de faixas |                                            |                |         |  |
| N.º             | Título                                     | Letras         | Duração |  |
| 1.              | "Let’s Get the Party Started"              | Maboos         | 1:07    |  |
| 2.              | "So Cool" (쏘쿨)                           | Brave Brothers | 3:21    |  |
| 3.              | "Girls Do It"                              | ROVIN          | 3:26    |  |
| 4.              | "Follow Me"                                | ROVIN          | 3:16    |  |
| 5.              | "New World"                                | ROVIN          | 3:22    |  |
| 6.              | "I Don't Want a Weak Man" (약한 남자 싫어) | Minfee         | 3:00    |  |
| 7.              | "How Dare You" (니까짓게)                  | Brave Brothers | 3:06    |  |
| 8.              | "Over"                                     | Brave Brothers | 3:19    |  |
| 9.              | "Oh Baby"                                  | Brave Brothers | 3:07    |  |
| 10.             | "Shady Girl" (가식걸)                      | Brave Brothers | 3:14    |  |
| 11.             | "Push Push" (푸시푸시)                     | Brave Brothers | 3:07    |  |
| 12.             | "Ma Boy" (Versão especial)                 | Brave Brothers | 3:17    |  |
| Duração total:  | Duração total:                             | Duração total: | 36:37   |  |

## Desempenho nas paradas

### Álbum
| Parada                         | Melhor posição |
| ------------------------------ | -------------- |
| Gaon Weekly                    | 10             |
| Gaon Weekly (parada doméstica) | 10             |
| Gaon Monthly                   | 10             |

| "Push Push"    | 9 | - |
| "Shady Girl"   | 4 | - |
| "How Dare You" | 2 | - |
| "So Cool"      | 1 | 1 |

| "Girls Do It" | 56 |
| "Follow Me"   | 78 |

### Vendas e certificações
| Parada              | Quantidade |
| ------------------- | ---------- |
| Gaon vendas físicas | 17.429     |

## Histórico de lançamento
| País          | Data                | Formato              | Gravadora              |
| ------------- | ------------------- | -------------------- | ---------------------- |
| Coreia do Sul | 9 de agosto de 2011 | CD, download digital | Starship Entertainment |
| Mundial       | 9 de agosto de 2011 | Download digital     | Starship Entertainment |